# Scribonia
Scribonia (elhunyt Kr. u. 16-ban) Lucius Scribonius Libo és Cornelia lánya, a nagy Pompeius és Sulla unokája, Octavianus második felesége.
Először Publius Cornelius Scipio consul felesége volt, akitől egy lánya született, Cornelia Scipio. 
Kr. e. 40-ben a nála fiatalabb Octavianus vette feleségül. A frigy tisztán politikai okból jött létre: a politikus így akarta megszilárdítani a kapcsolatát Scribonia nagybátyjával, a Szicíliát uraló Sextus Pompeiusszal.
A házasság nem volt boldog; Octavianust zavarta feleségének zsémbelése és az, hogy őt használta fel ellenfelei megfélemlítésére. Nem is csoda, hogy már Kr. e. 39-ben – néhány nappal közös gyermekük, Julia születése előtt – elváltak. Scribonia sosem házasodott meg újra. Amikor lányát házasságtörései miatt száműzték, Scribonia önként vele tartott (feltehetően bűntudata volt, hogy nem volt megfelelő szerepminta Julia számára). Száműzetésben halt meg. Sok modern történész szerint az ideális római matróna eszményét testesítette meg.

## Külső hivatkozások
- Dictionary of Greek and Roman Biography and Mythology. Szerk.: William Smith. Boston, C. Little & J. Brown, 1867.
Elérhető a Michigani Egyetem Könyvtárának honlapján: I. kötet (A–D); II. kötet (E–N); III. kötet (O–Z).